# Opération O.P.E.N.
Opération O.P.E.N. foi uma série televisiva francesa dos anos 80, cuja história girava à volta de dois detetives que investigam crimes ambientais para a "Organização para a Proteção das Espécies Naturais" (O.P.E.N.).

## Elenco[4]
- Bernard Allouf como Simon Dexter
- Jean Dalric como Eric Dexter
- Christiane Millet como Marie-Laure

## Episódios

### Primeira temporada[5]
- Le Grand Chaos
- Le Voleur de moutons
- Les Foudres de Bacchus
- Le Secret d'Armadillo
- Vacances à l'Adamello-Brenta
- La Rivière du milieu
- Le Cérémonial